# Dressed Up Like Nebraska
Dressed Up Like Nebraska är den amerikanske artisten Josh Rouses debutalbum, utgett 1998 av Slow River Records.

## Låtlista
Alla låtar är skrivna av Josh Rouse
1. Suburban Sweetheart
2. Dressed Up Like Nebraska
3. Invisible
4. Late Night Conversation
5. Flair
6. The White Trash Period of My Life
7. A Simple Thing
8. A Woman Lost in Serious Problems
9. Lavina
10. Reminiscent